# (1439) Vogtia
(1439) Vogtia est un astéroïde de la ceinture principale extérieure découvert le 11 octobre 1937 par l'astronome allemand Karl Wilhelm Reinmuth. Le lieu de découverte est Heidelberg (024). Sa désignation provisoire était 1937 TE.
Sa distance minimale d'intersection de l'orbite terrestre est de 2,544610 ua.